# Fred Scamaroni (ferry)
Pour l’article homonyme, voir Fred Scamaroni.
Le Fred Scamaroni est un ferry ayant appartenu à la Compagnie générale transatlantique. Construit de 1963 à 1965 aux chantiers navals des Forges et Chantiers de la Méditerranée à La Seyne-sur-Mer, sa mise en service, initialement prévue pour l'été 1965 sera retardée d'environ un an en raison d'un incendie survenu peu de temps avant sa livraison. Finalement mis en service en juin 1966 sur les lignes de la Transat entre le continent et la Corse, il sera transféré à la Compagnie générale transméditerranéenne (CGTM) en 1969 puis à la SNCM en 1976. Remplacé en 1979 par le Cyrnos, le navire est cédé en 1980 à l'armateur danois Ole Lauritzen et navigue brièvement entre la France et le Royaume-Uni sous le nom de Nuits Saint Georges pour le compte de la filiale Dunkerque Ramsgate Ferries avant que celle-ci ne cesse ses activités en septembre. Revendu en Égypte l'année suivante, il est exploité sur les lignes vers la Jordanie par l'armateur Lord Maritime Enterprise et porte successivement les noms de Lord Sinaï et d‘Al Tahra. Racheté en 1988 par Samatour Shipping Company, il est rebaptisé Salem Express (arabe : سالم اكسبريس, Salim Aksbrys) et affecté entre l'Égypte et l'Arabie saoudite. Sa carrière prend fin de manière tragique dans la nuit du 14 au 15 décembre 1991 lorsqu'il fait naufrage au large de Safaga en mer Rouge après avoir heurté un récif, entrainant la mort de 474 personnes. Son épave est devenue un site de plongée sous-marine.

## Histoire

### Origines
Au début des années 1960, le trafic maritime entre le continent et la Corse enregistre une hausse constante. Majoritairement concentrée sur les trois mois d'été en raison du tourisme estival, cette augmentation se caractérise par la demande croissante des passagers accompagnés d'un véhicule. Cette tendance pose alors problème à la Compagnie générale transatlantique qui constate une inévitable saturation, et ce malgré la mise en service du ferry Napoléon en 1960 et le renfort estival des paquebots habituellement affectés sur le Maghreb. Face à cette situation, la Transat se voit contrainte de se doter de moyens supplémentaires à court terme. À l'issue de deux études menées en 1962 et en 1963, il est estimé que quatre car-ferries dotés d'une capacité importante et d'une vitesse élevée seront nécessaires afin de pouvoir proposer un nombre plus élevé de traversées dans l'optique de faire face aux prévisions d'une augmentation massive de la demande à l'horizon 1967-1968.
Dès la mise en service du Napoléon en janvier 1960, le projet de construction d'un second car-ferry présentant des caractéristiques améliorées au niveau du garage, des installations et du confort avait été mis à l'étude, la Transat ayant en effet constaté que ses paquebots étaient insuffisamment équipés en couchettes et que les méthodes de chargement des véhicules au moyen de la fastidieuse manutention verticale étaient inadaptées au trafic croissant. Pour permettre une plus grande polyvalence, la solution d'un navire jour/nuit est privilégiée afin de pouvoir desservir simultanément Marseille toute l'année mais aussi Nice en été, dont le trafic est essentiellement saisonnier. Les caractéristiques générales du navire sont arrêtées dès novembre 1962. Par rapport au Napoléon, la capacité passagère est légèrement accrue et se caractérise notamment par l'augmentation du nombre de places en couchettes en 1re et 2de classe au détriment de la 4e classe. À l'inverse de son prédécesseur, le luxe et la décoration sont volontairement réduits au profit de locaux plus fonctionnels, les trois classes sont maintenues, de même que la restauration en libre-service. Afin de garantir une polyvalence jour/nuit, les cabines classiques sont abandonnées au profit de compartiments de type SNCF avec des couchettes pouvant être converties en fauteuils pour les traversées de jour, le tout complété par des salons équipés de fauteuils Pullman. Malgré cette réduction volontaire du luxe à bord, le confort est cependant nettement accru grâce à l'air climatisé généralisé à tout l'intérieur et par l'installation de stabilisateurs, absents sur le précédent navire. Sur le plan technique, le futur navire apportera plusieurs nouveautés inspirées du trafic transmanche, et notamment du car-ferry Compiègne de la Société anonyme de gérance et d'armement. L'appareil propulsif est sensiblement identique à celui du Napoléon mais possède une puissance supérieure, permettant une vitesse de 20,5 nœuds en service. Contrairement à son aîné équipé d'une cheminée unique, le nouveau navire possède lui deux petites cheminées. Enfin, l'automatisation est plus aboutie et les hélices sont cette fois à pas variable et non réglable. La conception du garage regorge également d'avancées technologiques. Accessible non seulement par l'arrière mais aussi désormais par l'avant au moyen d'une étrave mobile, celui-ci est doté d'une plus grande capacité permise par l'aménagement d'un deuxième pont amovible permettant l'embarquement d'un volume beaucoup plus important ainsi qu'aux véhicules plus imposants tels que les autocars ou les caravanes. Tout ceci a pour but d'apporter un gain de temps significatif lors des manœuvres et des opérations commerciales. Au cours de sa conception, le navire sera surnommé Super Napoléon. S'il avait été dans un premier temps envisagé de le nommer Ville de Nice ou l’Aiglon, le nouveau car-ferry sera finalement baptisé du nom du résistant corse Fred Scamaroni, torturé par l'OVRA durant la Seconde Guerre mondiale et dont le patronyme avait été précédemment porté par un vapeur racheté d'occasion par la Compagnie Fraissinet après guerre.

### Construction
La commande du Fred Scamaroni est passée le 15 janvier 1963 aux Forges et Chantiers de la Méditerranée (FCM) de La Seyne-sur-Mer qui s'étaient précédemment occupés de la construction du Napoléon. Le navire est lancé le 30 novembre 1964 puis la coque est ensuite remorquée le 6 décembre aux chantiers de Port-de-Bouc afin d'y être achevée. Le 31 mai 1965, le Fred Scamaroni quitte Port-de-Bouc pour regagner La Seyne-sur-Mer afin de subir ses derniers travaux de finition en vue de sa livraison. Dans la nuit du 26 au 27 juin, à l'occasion d'une ronde de surveillance, un incendie est repéré vers 3h15 au niveau de la salle des machines. Les pompiers et le personnel des FCM s'attaquent alors au sinistre en attendant l'arrivée des marins pompiers de l'arsenal militaire de Toulon qui parviennent à circonscrire l'incendie en inondant la salle des machines de neige carbonique. Les dégâts provoqués par l'incendie sont sévères, trois moteurs sur quatre ont été détruits, nécessitant un report de onze mois de la mise en service du navire, initialement prévue pour le 11 juillet. Afin de pallier l'indisponibilité du Fred Scamaroni, le car-ferry Napoléon et le paquebot Cyrnos assurent en partie les traversées qu'il devait effectuer. Réparé et remis en état, le car-ferry réalise ses essais à la mer entre le 5 et le 6 mai 1966 avant d'être finalement livré à la Compagnie générale transatlantique le 13 mai.

### Service

#### Compagnie générale transatlantique (1966-1969)
Le 16 mai 1966, le Fred Scamaroni quitte La Seyne-sur-Mer pour rejoindre Marseille. Quelques jours plus tard, le 23 mai, le navire effectue une sortie en mer depuis son port d'attache de 11h00 à 17h00. À l'occasion, une effigie de Fred Scamaroni, installée à bord au croisement de deux coursives du pont principal, est inaugurée. Le 14 juin, le car-ferry entame officiellement sa carrière commerciale en appareillant à 10h15 de Marseille à destination de Bastia.
Le 20 janvier 1967, alors qu'il accoste à Ajaccio, le Fred Scamaroni percute le quai en raison d'un problème rencontré durant la manœuvre. Les dégâts nécessiteront son immobilisation temporaire pour réparations. Au mois d'avril, durant son arrêt technique, le paquebot Commandant Quéré se substitue au car-ferry pendant une quinzaine de jours avant de quitter la flotte.

#### CGTM (1969-1976)
En 1969, la Compagnie générale transatlantique et la Compagnie de navigation mixte annoncent la fusion de leurs services en vue de la création d'un armement unique en Méditerranée. Ainsi, le Fred Scamaroni est transféré le 1er juillet au sein d'une nouvelle entité dénommée Compagnie générale transméditerranéenne (CGTM), tout comme les autres navires de la Transat naviguant en Méditerranée. À l'occasion, une bande blanche est peinte sur ses cheminées rouges.
Le 22 avril 1970, alors que le navire effectue une traversée entre Marseille et Bastia avec 400 passagers à son bord, un incendie se déclare à bord. Alors que l'équipage s'affaire à maîtriser les flammes, le commandant décide de rentrer sur Marseille par mesure de sécurité. Le navire y sera immobilisé une quinzaine de jours pour réparations.
Dans la soirée du 24 avril 1971, le Fred Scamaroni s'apprête à appareiller du port de Bastia par fort vent libeccio. À l'occasion d'une accalmie l'équipage commence à larguer les amarres à l'arrière vers 22h, mais au cours de la manœuvre, les rafales reprennent, conduisant à l'interruption de l'appareillage. Alors que l'équipage renforce l'amarrage arrière l'une d'entre elles casse brusquement et touche violemment un membre de l'équipage qui est tué sur le coup. Malgré cela, la traversée sur Nice est maintenue. Au cours de celle-ci, l'équipage est appelé à porter assistance au yacht Anne-Marie, au large de Bastia. Le Fred Scamaroni est ainsi contraint de faire demi-tour afin de se rendre à la position du yacht. Arrivé à la hauteur de celui-ci, le car-ferry reste à proximité et guide avec la lumière d'un projecteur le canot de sauvetage du port de Bastia qui doit prendre le yacht en remorque. À 0h28, le Fred Scamaroni reçoit l'autorisation de reprendre sa route sur Nice.

#### SNCM (1976-1980)

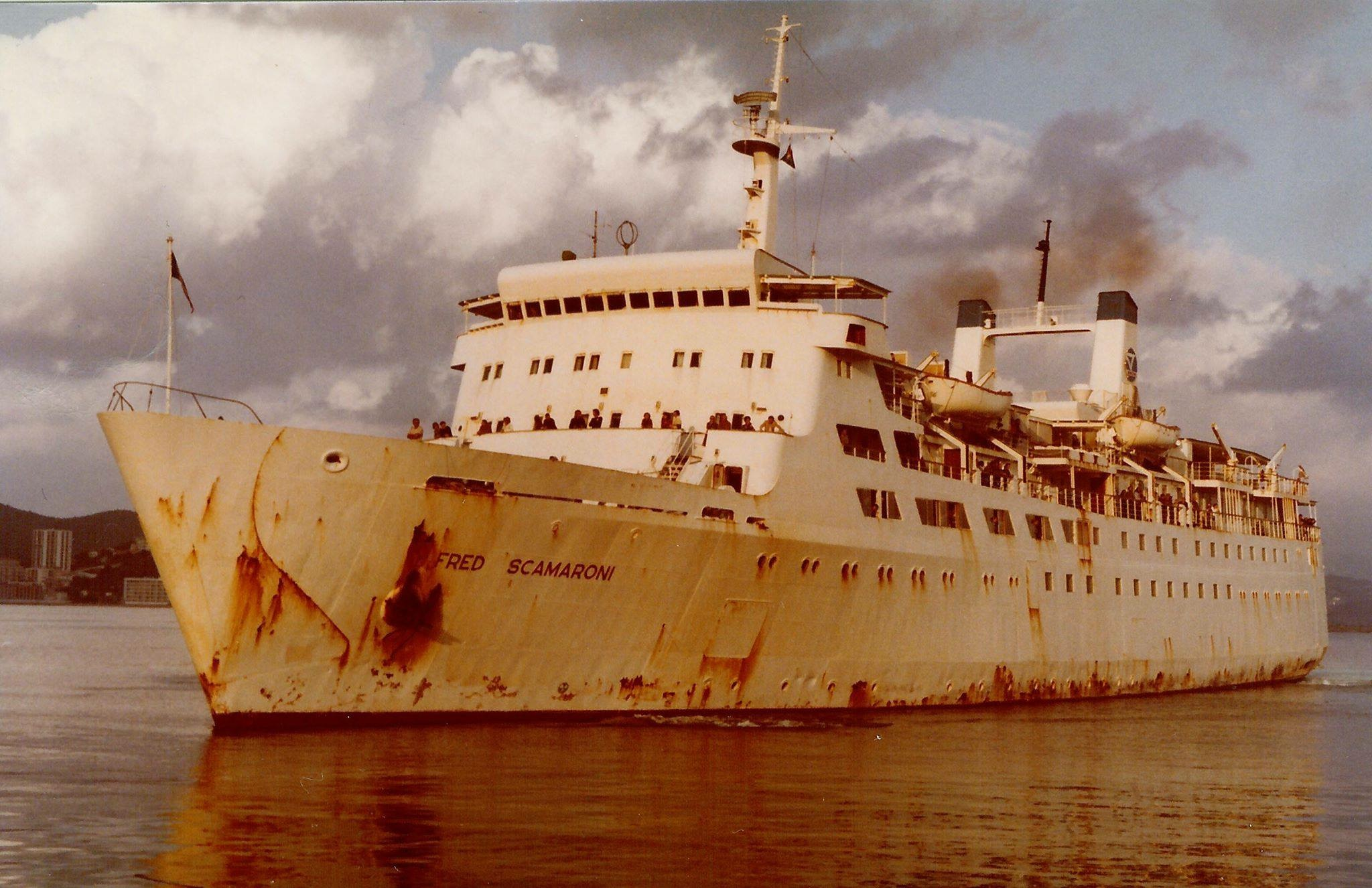
Le Fred Scamaroni sous les couleurs de la SNCM à Ajaccio en 1977.

En 1976, dans le contexte de la mise en place d'un service de continuité territoriale subventionné par l'État entre le continent et la Corse, la CGTM est nationalisée et devient la Société nationale maritime Corse-Méditerranée (SNCM). Les navires de la CGTM, dont le Fred Scamaroni, sont ainsi tous transférés au sein de cette nouvelle entité le 16 mars,. Au début de la décennie cependant, il avait été constaté que le Fred Scamaroni tendait à devenir inadapté au trafic, en particulier au transport massif de véhicules en saison estivale. Si son remplacement à court terme était envisagé dès 1973, celui-ci sera confirmé en 1977 lorsque la SNCM passera commande d'un navire neuf en juillet.
Ainsi, le 9 mars 1979, en prévision de l'arrivée imminente du nouveau Cyrnos, le Fred Scamaroni termine son dernier voyage pour le compte de la SNCM en accostant à Marseille à 7h30. Quelques jours plus tard, le 18 mars, le navire est désarmé. Le 31 janvier 1980, il est cédé à l'armateur danois Ole Lauritzen France pour environ quatre millions de dollars.

#### Suite et fin de carrière (1980-1991)
Rebaptisé Nuits Saint Georges et enregistré à Dunkerque, le navire quitte la Méditerranée pour rejoindre la Manche. Après quelques transformations durant lesquelles sa coque est repeinte en bleu, il inaugure la liaison transmanche de la compagnie Dunkerque Ramsgate Ferries entre la France et le Royaume-Uni à partir du 15 mai 1980. Cette ligne se révèlera cependant déficitaire et les services de Dunkerque Ramsgate Ferries seront interrompus au mois de septembre après seulement quatre mois d'exploitation. Le Nuits Saint Georges est pour sa part désarmé à Vlissingen aux Pays-Bas,.
Immobilisé durant plus d'un an, il est finalement racheté en novembre 1981 par l'armement égyptien Lord Maritime Enterprise pour 3,6 millions de florins. Rebaptisé Lord Sinaï, il est employé en mer Rouge à partir de 1982 sur des rotations entre Suez et Aqaba en Jordanie. En 1984, il change de nom et devient l’Al Tahra. En 1988, le navire est revendu à un autre armateur égyptien dénommé Samatour Shipping Company. Renommé à l'occasion Salem Express, il est alors affecté aux liaisons reliant Suez et Safaga à Jeddah en Arabie saoudite.

### Naufrage

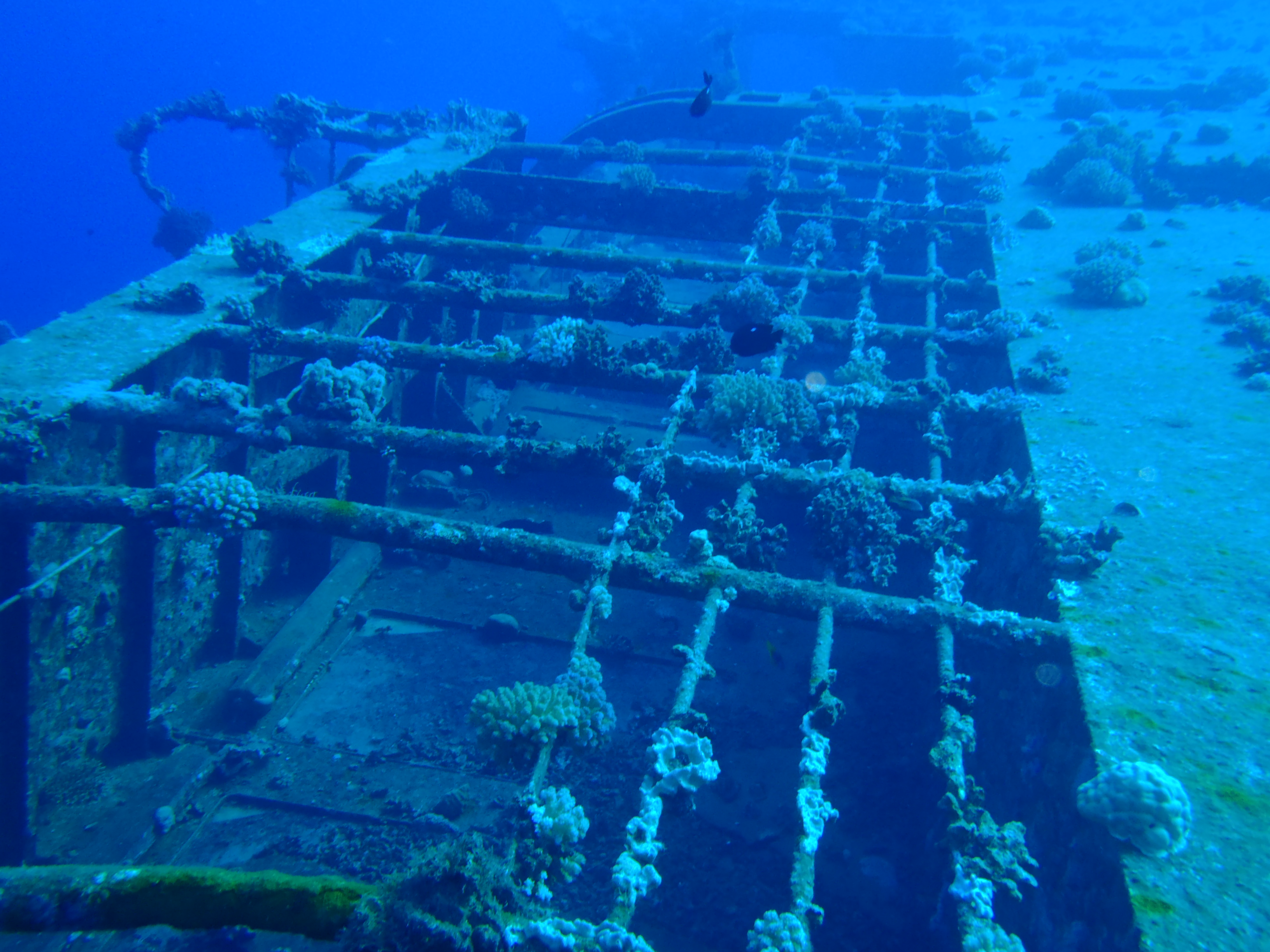
Vue d'une partie d'un pont arrière de l'épave du Salem Express en 2010.

Dans la nuit du 14 au 15 décembre 1991, le Salem Express, en provenance de Jeddah, effectue une traversée sur son itinéraire habituel vers Safaga et Suez. Au total, 644 passagers ont pris place à bord, dont une grande majorité d'égyptiens, la plupart travaillant en Arabie saoudite et rentrant au pays pour les vacances. Parmi les passagers se trouve également une centaine de pèlerins musulmans rentrant de La Mecque. Le navire ayant quitté l'Arabie saoudite avec deux jours de retard en raison d'une avarie mécanique, le commandant Hassan Moro décide d'emprunter un raccourci afin de rallier Safaga plus rapidement. Ce changement de trajectoire implique de passer plus près de la côte. Vers 23h00, alors qu'il se trouve à six milles de Safaga dans une mer déchaînée, le Salem Express heurte de plein fouet un récif. Si ce choc frontal n'endommage qu'assez peu la coque, la violence de celui-ci fait se relever le casque d'étrave abritant la porte-rampe avant. En raison de la hauteur des vagues, l'eau parvient à s'engouffrer dans le garage et à déstabiliser le navire qui commence à gîter sur tribord quelques instants après l'impact. Aussitôt, le commandant Moro envoie un appel de détresse auquel répond un navire se trouvant à proximité qui ne peut toutefois pas s'approcher en raison des conditions météorologiques. Le Salem Express est quant à lui submergé au bout de onze minutes et sombre définitivement dix minutes plus tard. La majorité des passagers dormait au moment de la collision et ont été piégés à l'intérieur du car-ferry. Dans la panique, seule une des quatre embarcations de sauvetage a pu être mise à l'eau et certains passagers ont pu trouver refuge sur des radeaux pneumatiques s'étant déployés autour du navire.
Bloqués par la nuit et la tempête, les secours ne pourront se rendre sur les lieux du naufrage qu'au lever du jour et tireront des eaux 180 survivants. Sur les 644 passagers, 464 sont morts dans le naufrage et seulement 117 corps seront repêchés les jours suivant la tragédie. Si dans un premier temps, la rumeur d'une supposée fuite du commandant à bord d'un canot circulait, celle-ci sera rapidement démentie après la découverte de son corps au niveau de la passerelle.
L'épave du Salem Express gît par une trentaine de mètres de fond au pied du récif qui a causé sa perte, couchée sur son flanc tribord. De par son très bon état général, elle est depuis devenue un site de plongée sous-marine très populaire. Si le garage et certains espaces comme l'ancien restaurant self-service peuvent être explorés, la majorité de l'intérieur du navire est interdite d'accès par respect aux nombreuses victimes restées prisonnières de l'épave et dont les ossements subsistent encore par endroits.

## Aménagements
Le Fred Scamaroni possédait neuf ponts. Les locaux destinés aux passagers se situaient majoritairement sur les ponts Plateforme, Promenade, Embarcations et Sundeck tandis que l'équipage logeait dans les parties avant du pont supérieur. La totalité du troisième pont ainsi que le centre du pont Plateforme abritaient les garages.

### Locaux communs
Durant sa carrière sous pavillon français, le car-ferry était équipé d'un restaurant libre-service de 170 places, situé sur l'arrière au centre du bateau, d'un bar terrasse et d'une boutique à la disposition des passagers de 1re et de 2de classe. Les passagers de 4e classe sur le pont supérieur arrière pouvaient profiter d'un bar buffet.

### Installations
Les installations du Fred Scamaroni étaient réparties entre la 1re classe, la 2de classe et la 4e classe. Les installations de 1re classe étaient composées de 16 cabines et de 44 compartiments de type SNCF à quatre couchettes situés de chaque côté ainsi que 117 fauteuils pullman en salon. En 2de classe, les passagers étaient logés au sein de 24 cabines et 22 compartiments type SNCF à 4 couchettes, 7 compartiments à 8 places assises et 59 chaises longues. En traversées de jour, les couchettes au sein des compartiments étaient converties six places assises en 1re classe et huit places assises en 2de classe. En 4e classe, des banquettes et des chaises longues sur les ponts promenade étaient à disposition des passagers en traversée de jour comme de nuit.

## Caractéristiques
Le Fred Scamaroni mesurait 115 mètres de longueur pour 17,83 mètres de largeur, son tonnage était de 4 771 UMS. Le navire pouvait accueillir 1 256 passagers en traversée de jour et 1 120 en traversée de nuit. Il était équipé d'un garage pouvant contenir 145 véhicules répartis sur deux ponts et accessible par deux portes rampes, une à l'avant de quatre mètres de haut et 3,18 mètres de large et une à l'arrière de quatre mètres de haut et 3,40 mètres de large ainsi que trois portes rampes complémentaires situées sur chaque flanc du navire. La propulsion du Fred Scamaroni était assurée par deux moteurs diesel Pielstick 8PC2L, huit cylindres en ligne, développant une capacité de 14 880 chevaux permettant au navire d'atteindre des vitesses de l'ordre de 20 nœuds. Le car-ferry était également équipé d'un stabilisateur à ailerons repliables Elektrofin Blohm & Voss ainsi que d'un propulseur d'étrave Voith-Shneider d'une puissance de 400 chevaux. Les dispositifs de sécurité étaient composés de quatre embarcations de sauvetage de taille moyenne complétées par des radeaux pneumatiques.

## Lignes desservies
Lors de ses services successifs à la Compagnie générale transatlantique, la CGTM et la SNCM de 1966 à 1979, le Fred Scamaroni était employé toute l'année sur la desserte de la Corse depuis Marseille, Nice et parfois Toulon.
De 1980 à 1981 pour le compte de Dunkerque Ramsgate Ferries, il effectuait la liaison transmanche entre Dunkerque et Ramsgate.
De 1982 à 1988, il était employé entre l'Égypte et la Jordanie pour le compte de Lord Maritime Enterprise sur la ligne Suez - Aqaba.
De 1988 jusqu'à son naufrage en 1991, le navire était naviguait entre l'Égypte et l'Arabie saoudite sur la liaison Suez - Safaga - Jeddah.